# Aéroport international de Bahreïn
Pour les articles homonymes, voir BAH.
L'aéroport international de Bahreïn (code IATA : BAH • code OACI : OBBI) est un aéroport international desservant la ville de Manama (arabe : المنامة Al-Manāmah), capitale de Bahreïn, située au nord de l'île de Bahreïn, dans le golfe Persique, et plus grande ville du pays. L'aéroport se trouve sur la commune de Muharraq, sur l'île de même nom, à 7 km de Manama. En 2010, il a accueilli près de 8,9 millions de passagers.
C'est la plate-forme de correspondance pour la compagnie Gulf Air.

## Situation
| Manama Shaikh Isa Sakhir Riffa |

## Statistiques
Le graphique qui aurait dû être présenté ici ne peut pas être affiché car il utilise l'ancienne extension Graph, désactivée pour des questions de sécurité. Des indications pour créer un nouveau graphique avec la nouvelle extension Chart sont disponibles ici.

Voir la requête brute et les sources sur Wikidata.

## Compagnies et destinations
| Compagnies                      | Destinations |
| ------------------------------- | --- |
| Air Arabia                      | Le Caire, Charjah |
| Air India                       | Delhi-Indira Gandhi |
| Air India Express               | Cannanore, Cochin, Kozhikode-Calicut, Mangalore |
| Azerbaijan Airlines             | En saison : Bakou-H. Aliyev |
| British Airways                 | Londres-Heathrow |
| Buta Airways                    | Bakou-H. Aliyev |
| EgyptAir                        | Le Caire |
| Emirates                        | Dubaï |
| Ethiopian Airlines              | Addis-Abeba Bole |
| Etihad Airways                  | Abou Dabi |
| Fly Baghdad                     | Nadjaf |
| flydubai                        | Dubaï |
| Georgian Airways                | En saison : Tbilissi-C. Roustavéli |
| Gulf Air                        | - Abou Dabi, - Amman-Reine-Alia, - Athènes E.-Venizélos, - Bagdad, - Bakou-H. Aliyev, - Bangalore-Kempegowda, - Bangkok-Suvarnabhumi, - Beyrouth-Rafic Hariri, - Bombay-Chhatrapati-Shivaji, - Buraydah, - Casablanca-Mohammed-V, - Madras (Chennai), - Colombo-Bandaranaike, - Dammam-roi Fahd, - Delhi-Indira Gandhi, - Dacca-Shah Jalal, - Dubaï, - Faisalabad, - Francfort, - Hyderabad-R. Gandhi, - Islamabad-Benazir Bhutto, - Istanbul, - Djeddah - Roi-Abdelaziz, - Karachi-Jinnah, - Khartoum, - Cochin, - Kozhikode-Calicut, - Koweït, - Lahore-Allama Iqbal, - Le Caire, - Londres-Heathrow, - Malé Velana, - Manille-N. Aquino, - Médine-Prince M. Bin Abdulaziz, - Moscou-Domodédovo, - Multan, - Mascate, - Nadjaf, - Paris-Charles de Gaulle, - Peshawar, - Riyad-roi Khaled, - Sialkot, - Singapour-Changi, - Tbilissi-C. Roustavéli, - Tel Aviv - Ben Gourion, - Trivandrum En saison : Borg El Arab, Larnaca, Malaga-Costa del Sol, Milan-Malpensa, Mykonos, Nice-Côte d'Azur, Salalah, Santorin, Sarajevo-Butmir, Charm el-Cheikh |
| Iraqi Airways                   | Bagdad, Nadjaf |
| Israir                          | Tel Aviv - Ben Gourion |
| Jazeera Airways                 | Koweït |
| KLM                             | Amsterdam, Koweït |
| Kuwait Airways                  | Koweït |
| Oman Air                        | Mascate |
| Pakistan International Airlines | Lahore-Allama Iqbal |
| Pegasus Airlines                | Istanbul-S. Gökçen En saison : Antalya , Trabzon/Trébizonde |
| SalamAir                        | Mascate |
| Saudia                          | Djeddah - Roi-Abdelaziz, Riyad-roi Khaled |
| SriLankan Airlines              | Colombo-Bandaranaike |
| SunExpress                      | Charter : Antalya, Yenişehir, Istanbul-S. Gökçen, Trabzon/Trébizonde |
| Turkish Airlines                | Istanbul |
| Ural Airlines                   | Moscou-Domodédovo |

Édité le 25/05/2020  Actualisé le 23/07/2021

### Cargo airlines
- AeroLogic : Bruxelles, Hong Kong, Leipzig/Halle
- Air France Cargo : Paris-Charles de Gaulle
- British Airways World Cargo : London-Stansted, Saragosse
- DHL Aviation / DHL International Aviation ME : Dubaï, Kandahar, Karachi, Lahore, Sialkot
- Emirates SkyCargo : Dubaï, Zaragoza
- Falcon Express Cargo Airlines : Dubaï
- FedEx Express
- Kalitta Air : Amsterdam, Bagram, Bangkok-Suvarnabhumi, Bruxelles, Hong Kong, Liège, Newark, New York-JFK, Sharjah
- Lufthansa Cargo : Francfort
- Martinair Cargo : Amsterdam
- Polar Air Cargo : Cincinnati-Northern Kentucky
- Qatar Airways Cargo : Doha
- TNT Airways : Liège